# Freedom on the Wallaby
Freedom on the Wallaby (deutsch: „Freiheit für das Wallaby“) ist ein in Australien bekanntes Lied, das Henry Lawson für den Schafscherer-Streik (1891) in Queensland schrieb. Erstmals veröffentlicht wurde der Text durch William Lane am 16. Mai 1891 in der Arbeiterzeitung Worker (deutsch: „Arbeiter“) in Brisbane, die die Australian Labour Federation (deutsch: „Australische Arbeitervereinigung“) herausgab.
Die letzten beiden Absätze schrieb Frederick Brentnall am 1. Juli 1891, ein Mitglied des Queensland Legislative Council (Abgeordnetenkammer Queensland), während des so genannten Vote of Thanks im Parlament über den Einsatz der bewaffneten Polizei zur Niederschlagung des Schafscherer-Streikcamps in Barcaldine. Während der Abstimmung wurden Rufe in der Abgeordnetenkammer nach der Verhaftung von Lawson wegen Verschwörung laut. Lawson schrieb später eine bittere Antwort auf die Texte von Brentnall als The Vote of Thanks Debate.
Der Reim des Liedes, die Rebel flag, meint die Eureka-Flagge, die erstmals auf der Eureka Stockade im Jahre 1854 gezeigt wurde und die über dem Streikcamp sowie auf der ersten Mai-Demonstration Australiens in Barcaldine am 1. Mai 1891 wehte.
Das Lied steht für das Ende einer Epoche des Aufbaus von Australien, das durch eine nahezu 50-jährige Prosperität gekennzeichnet war und die erste Wirtschaftskrise Australiens bildete. In diese Zeit fielen der erste Goldrausch und die nahezu unbegrenzt erscheinende Ausweitung von Farmland sowie die erfolgreiche und Gewinn versprechende Schafszucht.

## Text
Australia's a big country

An' Freedom's humping bluey,

An' Freedom's on the wallaby

Oh! don't you hear 'er cooey?

She's just begun to boomerang,

She'll knock the tyrants silly,

She's goin' to light another fire

And boil another billy.

Our fathers toiled for bitter bread

While loafers thrived beside 'em,

But food to eat and clothes to wear,

Their native land denied 'em.

An' so they left their native land

In spite of their devotion,

An' so they came, or if they stole,

Were sent across the ocean.

Then Freedom couldn't stand the glare

O' Royalty's regalia,

She left the loafers where they were,

An' came out to Australia.

But now across the mighty main

The chains have come ter bind her –

She little thought to see again

The wrongs she left behind her.

Our parents toil'd to make a home –

Hard grubbin 'twas an' clearin' –

They wasn't crowded much with lords

When they was pioneering.

But now that we have made the land

A garden full of promise,

Old Greed must crook 'is dirty hand

And come ter take it from us.

So we must fly a rebel flag,

As others did before us,

And we must sing a rebel song

And join in rebel chorus.

We'll make the tyrants feel the sting

O' those that they would throttle;

They needn't say the fault is ours

If blood should stain the wattle!